# Drino inquinata
Drino inquinata är en tvåvingeart som först beskrevs av Wulp 1890.  Drino inquinata ingår i släktet Drino och familjen parasitflugor. Inga underarter finns listade i Catalogue of Life.